# Володимир Ігорович
Володи́мир І́горович (8 жовтня 1170 — вересень 1211, за іншими даними 1212) — князь путивльський (1185—1198), новгород-сіверський (1198—1206), та галицький (1206—1207, 1208—1211). Старший син легендарного героя «Слова о полку Ігоревим» князя Ігоря Святославича.

## Життєпис
З малих років брав участь у походах на половців (в 1183 і 1185 роках). 1185 року після розгрому руських військ в битві на Каялі потрапив в полон до хана Копті. Перебуваючи в половецькому полоні, одружився з дочкою хана Кончака. Повернувся з дружиною на Русь у 1188 році. Княжив у місті Путивль.
У 1206 році разом із київським князем Рюриком Ростиславичем та чернігівськими князями взяв участь у поході на Галич, що не приніс успіху.
Однак невдовзі галицькі бояри запросили Володимира Ігоровича разом з його братами, Романом, Святославом та Ростиславом княжити в їхній землі. В другій половині 1206 року сів у Галичі, а в серпні 1206 року допоміг Всеволоду IV Чермному сісти в Києві. Через незгоди з братами залишив Галич і вернувся до Путивля.
Близько 1210 року знову подався до Галича і сів на престол. Щоб позбавитися боярської опіки, почав масові страти бояр. Останні втекли до Угорщини і привели угорське військо. Брати Ігоревичі були схоплені й прилюдно повішені в Галичі. З Галицько-Волинського літопису не ясно, чи й Володимир Ігорович зазнав такої долі (літопис сповіщає про страту його братів Романа, Святослава і Ростислава) — розповідається лише про його втечу з Галича у вересні 1211 року. Більше про нього не згадується.